# از انگل (رستوران)
از انگل (به هلندی: De Engel (restaurant)) یک رستوران در روتردام، در کشور هلند است.
این یک رستوران و ناهارخوری خوب است که در سال ۱۹۹۷ به آن ستاره میشلین اهدا شد و این رتبه را تا سال ۲۰۰۱ حفظ کرد. سر آشپز دانگل لارس لیتز است. سرپرست آشپز در دوره میشلین هرمان بلینکر بود. او هنوز رستوران دارد.

## محل رستوران
این رستوران در یک بنای یادبود هلندی در در روتردام قرار دارد، یک عمارت با چوب کوره و گچ کاری است که در سه‌ماهه سوم قرن نوزدهم ساخته شده‌است.